# Ján Zápotoka
Ján Zápotoka (Bardejov, 23 marzo 1988) è un calciatore slovacco, attaccante del Partizán Bardejov.

## Carriera

### Club
Nell'agosto del 2009 firmò un contratto quadriennale con il Lech Poznań. Debutta il 12 settembre 2009 nella vittoria fuori casa per 2-3 contro lo Jagiellonia Białystok. Nel febbraio del 2011 passa in prestito al Dubnica.

### Nazionale
Tra il 2006 e il 2007 disputa 15 partite nella Nazionale slovacca Under-19 realizzando una rete.

## Palmarès

### Club

#### Competizioni nazionali
- Coppa di Polonia: 1

Lech Poznań: 2008-2009
- Supercoppa di Polonia: 1

Lech Poznań: 2009
- Campionato polacco: 1

Lech Poznań: 2009-2010